# Джульярд, Огастас
Огастас Джульярд (англ. Augustus D. Juilliard; 19 апреля 1836 — 25 апреля 1919) — американский бизнесмен и меценат.
Сын сапожника. Родился в Атлантическом океане на корабле, на котором его родители-французы уезжали в США в эмиграцию. Вырос в штате Огайо, в 1866 году перебрался в Нью-Йорк и устроился на работу на камвольный комбинат. Когда фирма разорилась, начал в 1874 году собственное дело по торговле мануфактурой (шерстью, шёлком, хлопком) и довольно быстро преуспел. Разумно вкладывая средства в железные дороги, банковское и страховое дело, приобрёл солидное состояние.
Основной сферой благотворительной деятельности Джульярда стала музыка. С 1892 года и до своей кончины он занимал пост Президента Метрополитен Опера. Согласно завещанию Джульярда, сумма в 5 миллионов долларов должна была быть употреблена на развитие музыки в США. Попечители учреждённого для распоряжения этими средствами фонда открыли в 1924 году Джульярдскую высшую школу (англ. Juilliard Graduate School), позднее преобразованную в Джульярдскую школу музыки.

## Личная жизнь
Джульярд женился на Хелен Марселлус Коссит в 1877 году. У пары не было детей.

## Наследие
Джульярд завещал больницам, музеям и другим благотворительным организациям, но подавляющая часть его состояния, 5 миллионов долларов, была предназначена для развития музыки в Соединенных Штатах. . Will of AD Juilliard оказывает помощь достойным студентам и развлекает их -provides-aid.html |quote=Необычное завещание, которое будет иметь большое значение для Нью-Йорка как центра музыкального образования и производства, было раскрыто вчера, когда завещание покойного Августа Д. Джульярда, который умер. В 1920 г. был создан Джульярдский фонд.
В 1924 году средства Фонда были использованы его попечителями для создания Джульярдской высшей школы, чтобы помочь отличникам получить высшее музыкальное образование. В 1926 году школа была объединена с Нью-Йоркским институтом музыкального искусства. Эта музыкальная академия была основана в 1905 году Dr. Франк Дамрош (крестник Франца Листа) и посвятил себя обеспечению уровня преподавания, равного уровню Европы консерваторий.